# Leptodictyum
Leptodictyum es un género de briófitos hepáticas perteneciente a la familia Amblystegiaceae. Comprende 30 especies descritas y de estas, solo 16 aceptadas:

## Descripción
Plantas de tamaño mediano a grande de color verde o amarillo, formando esteras vagamente cespitosas Tallos postrados, irregularmente ramificados; hilo central débilmente diferenciado. Hojas del tallo erectas, alargada-ovadas, poco a poco lanceoladas; células de las hojas medianas romboidales para alargadas-romboidales; células alares no diferenciadas claramente, dioicas o autoicous. Cilios 2-3, nodulosos con esporas de 9-19 m m de diámetro, minuciosamente papilosa.

## Taxonomía
El género fue descrito por (Schimp.) Warnst. y publicado en Kryptogamenflora der Mark Brandenburg, Laubmoose 2(5): 867. 1906.

## Especies aceptadas
A continuación se brinda un listado de las especies del género Leptodictyum aceptadas hasta junio de 2013, ordenadas alfabéticamente. Para cada una se indica el nombre binomial seguido del autor, abreviado según las convenciones y usos.
- Leptodictyum bandaiense (Broth. & Paris ex Takaki) Kanda
- Leptodictyum brachypelmatum (Müll. Hal.) Broth.
- Leptodictyum campicola (Müll. Hal.) Broth.
- Leptodictyum humile (P. Beauv.) Ochyra
- Leptodictyum kochii (Schimp.) Warnst.
- Leptodictyum kurdicum (Schiffner) Broth.
- Leptodictyum loeskei (Herzog) Broth.
- Leptodictyum mexicanum (Cardot) Broth.
- Leptodictyum mizushimae (Sakurai) Kanda
- Leptodictyum muelleri (Müll. Hal. & Hampe) Broth.
- Leptodictyum octodiceroides (Müll. Hal.) Broth.
- Leptodictyum pennellii (E.B. Bartram) H. Rob.
- Leptodictyum radicale (P. Beauv.) Kanda
- Leptodictyum riparioides (A. Jaeger) Broth.
- Leptodictyum riparium (Hedw.) Warnst.
- Leptodictyum yezoanum (Renauld & Cardot) Broth.